# KNM Blink

Le KNM Blink (P961) était un patrouilleur rapide, de type vedette-torpilleur (MTB), construit pour la marine royale norvégienne. Mis en service en 1965 il a été mis hors service dans les années 1990. Il est désormais un navire musée visible à flot au Musée de la marine royale norvégienne à Horten.

## Historique
Le prototype de la classe Storm a été construit à l'atelier mécanique de Bergen et lancé à Bergen le 19 mars 1963. Après des tests et des tests approfondis, la coque et la conception se sont révélées bien adaptées aux opérations sur la côte norvégienne. 
La classe Storm comprenait 20 navires construits pour la Marine royale norvégienne par des chantiers navals norvégiens de 1965 à 1967.

### KNM Blink P961 - Extérieur

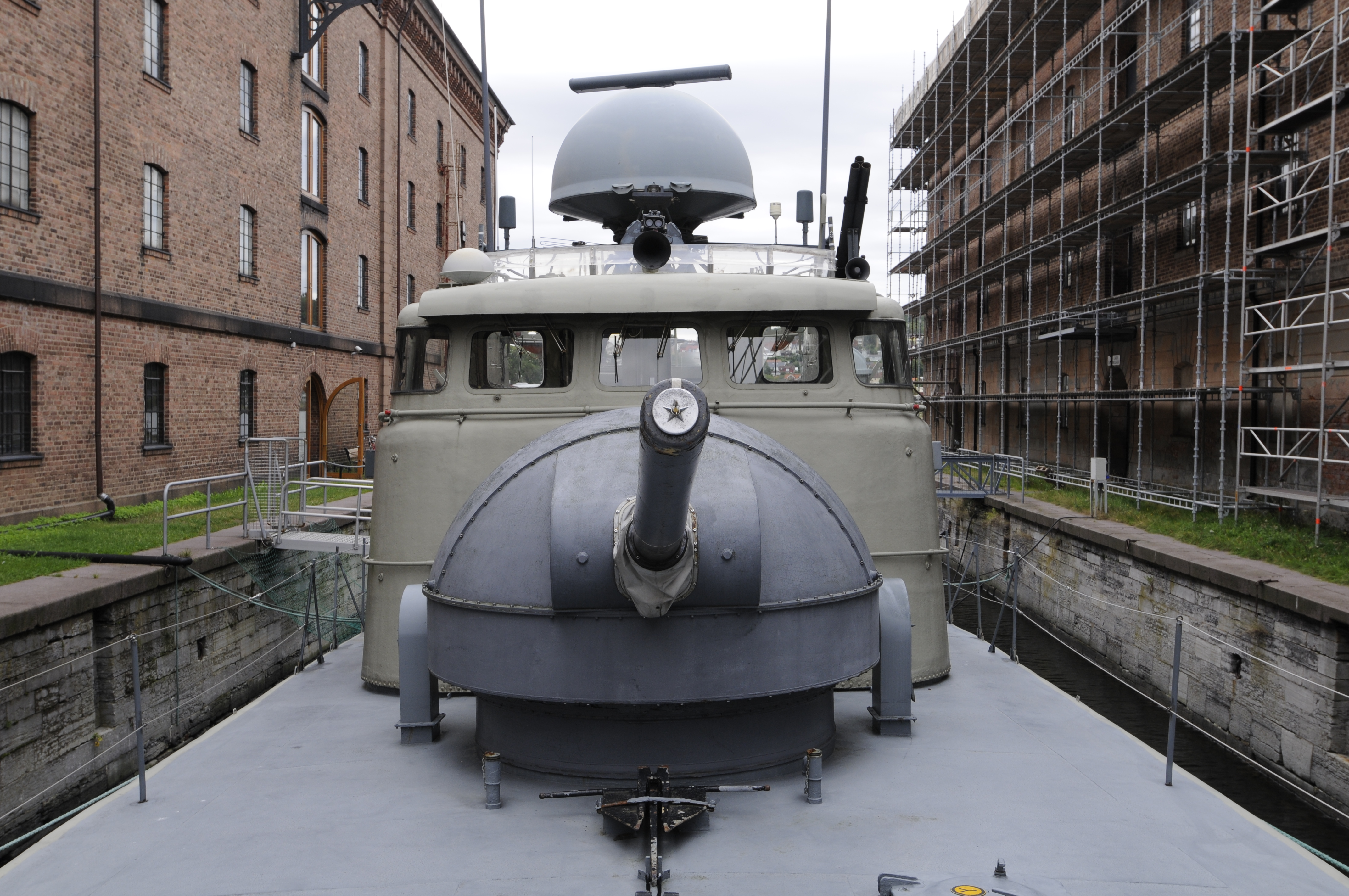
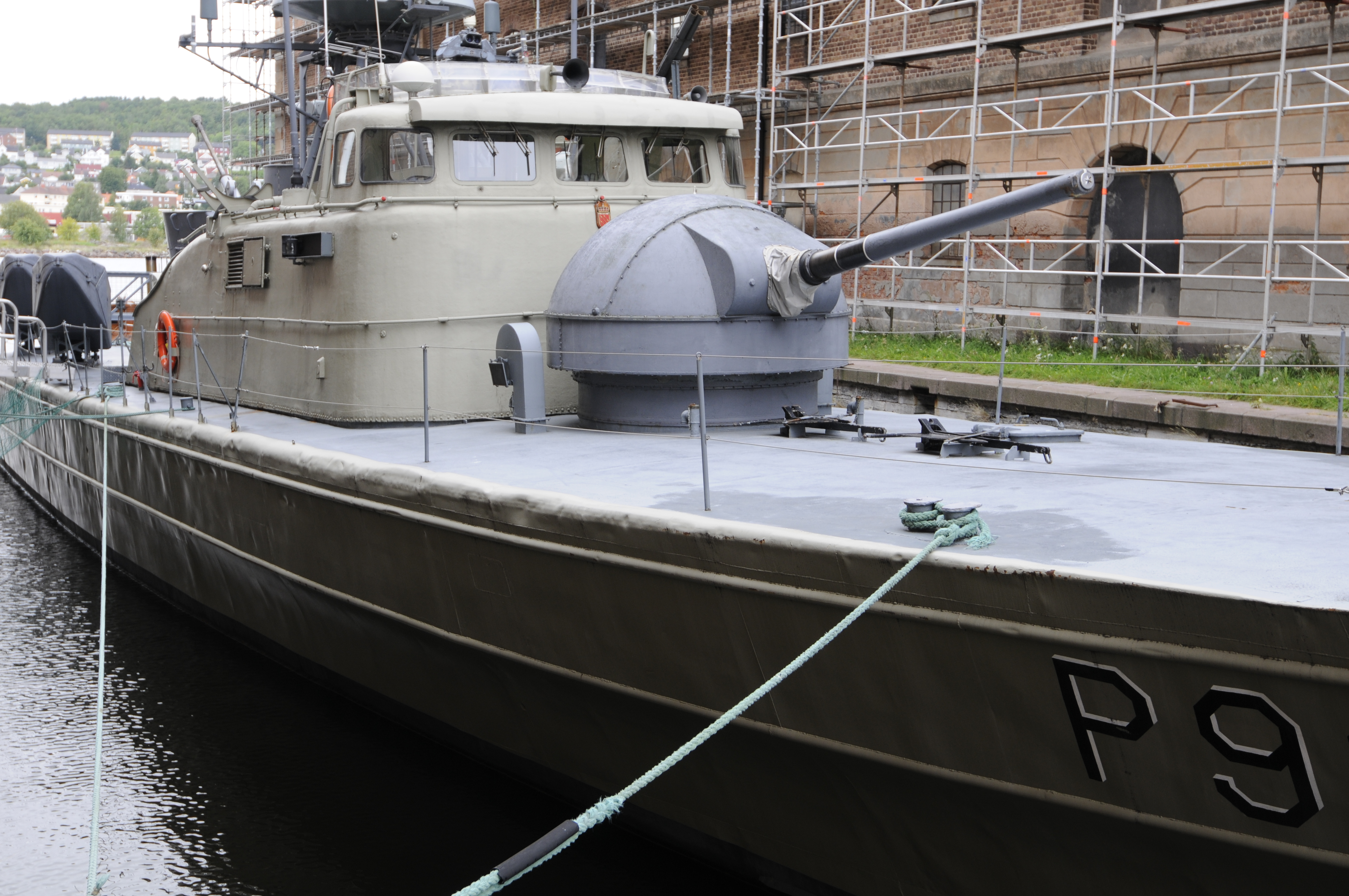
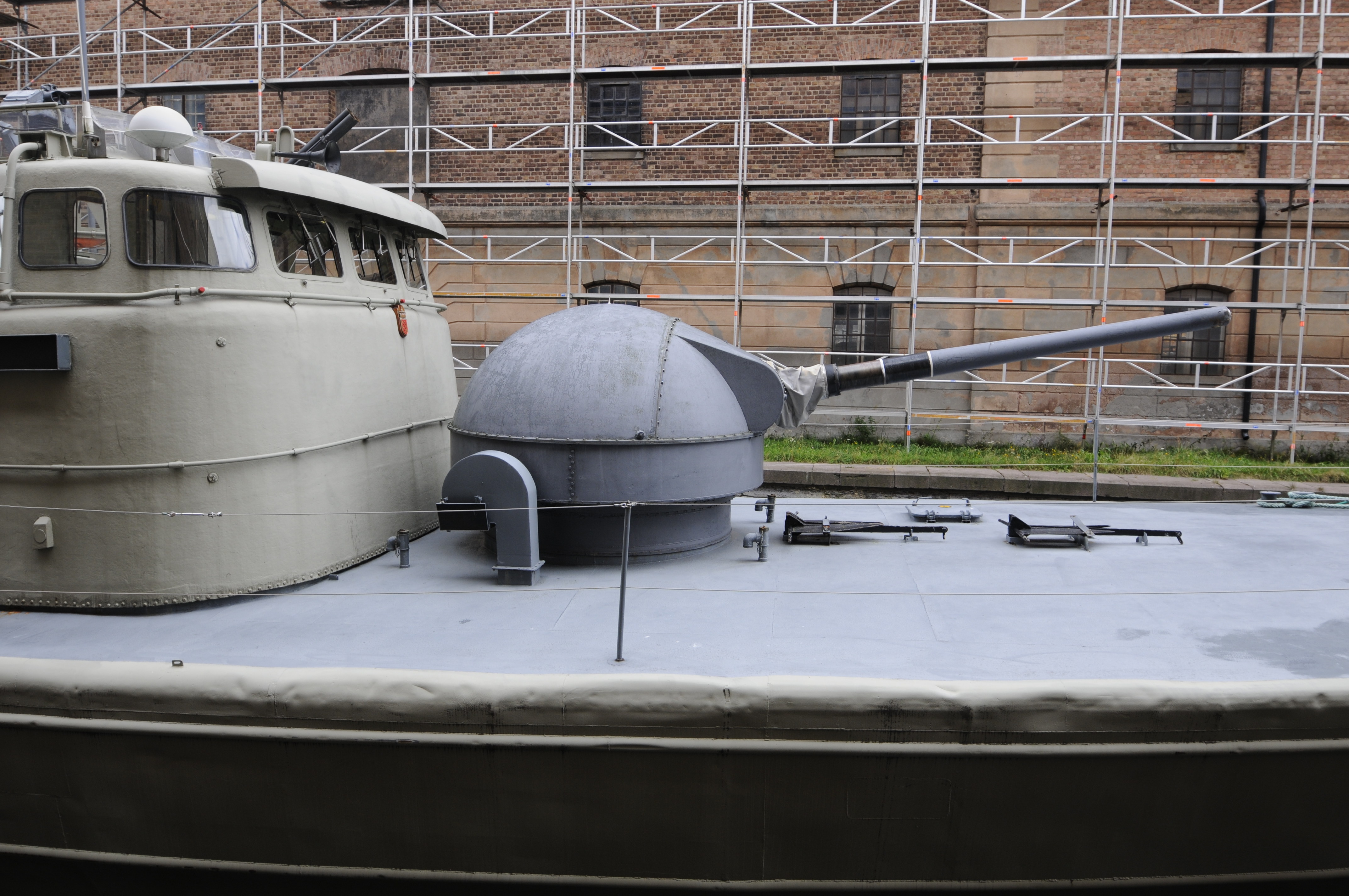
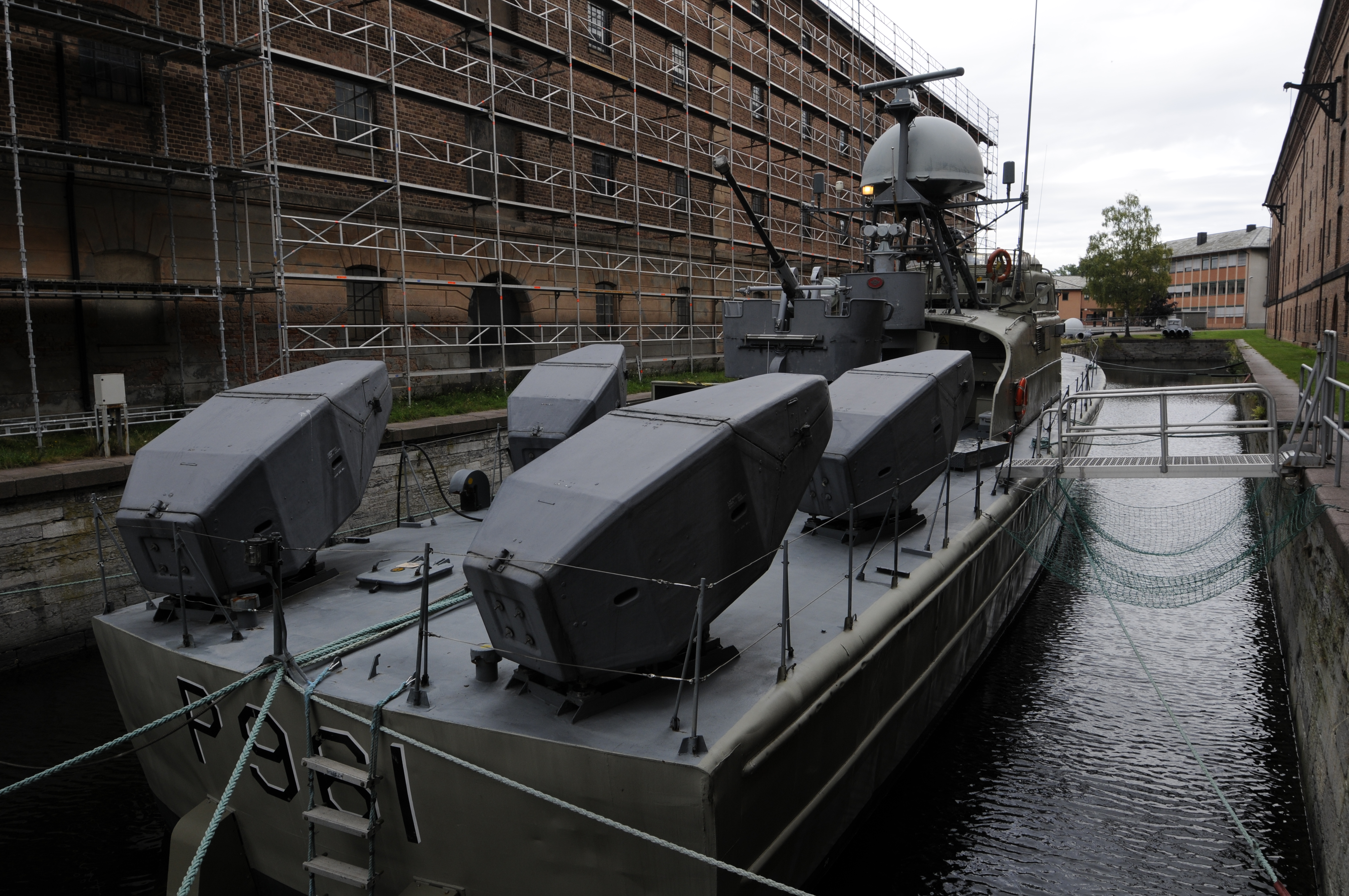

### KNM Blink P961 - Intérieur

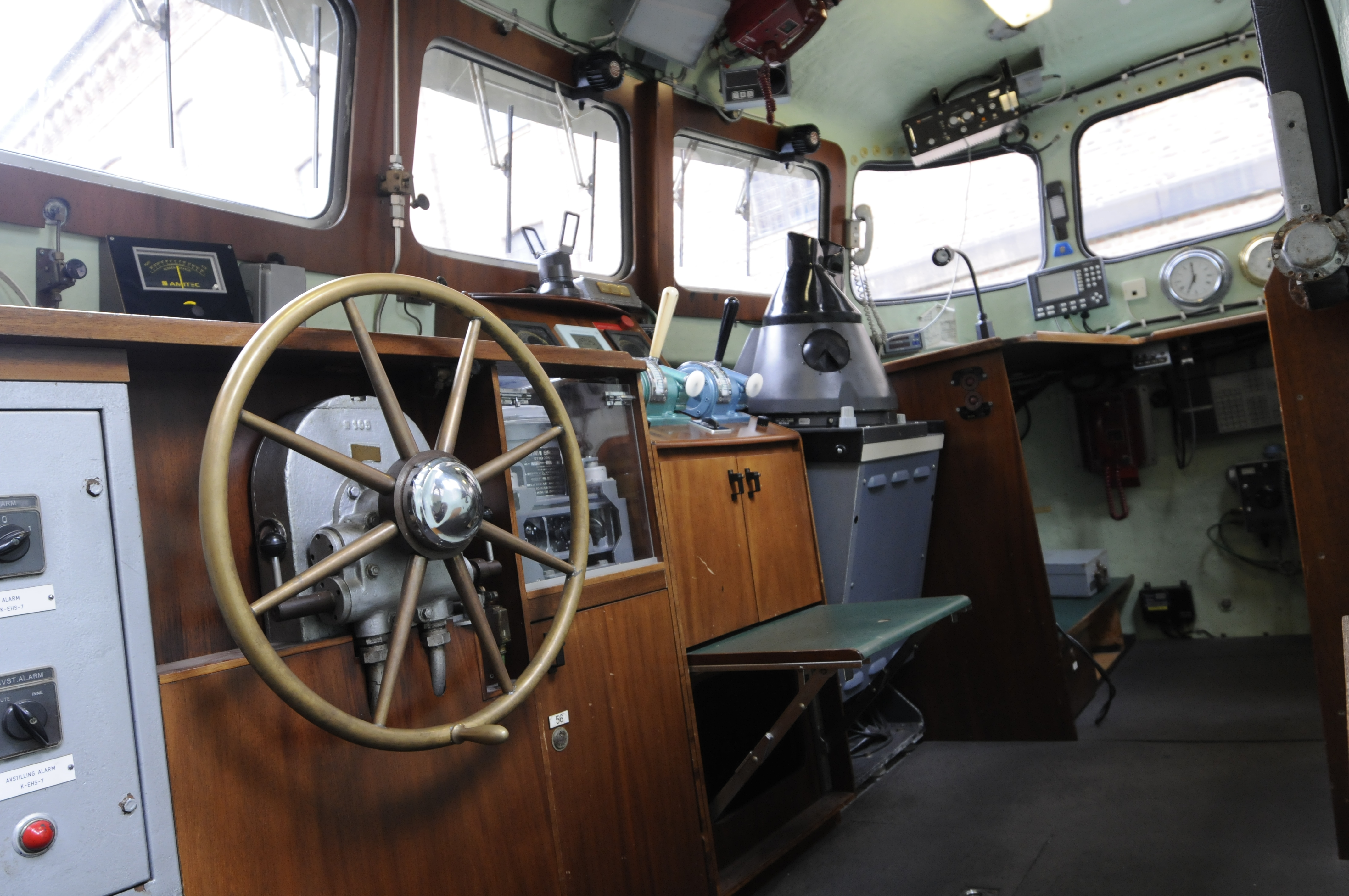
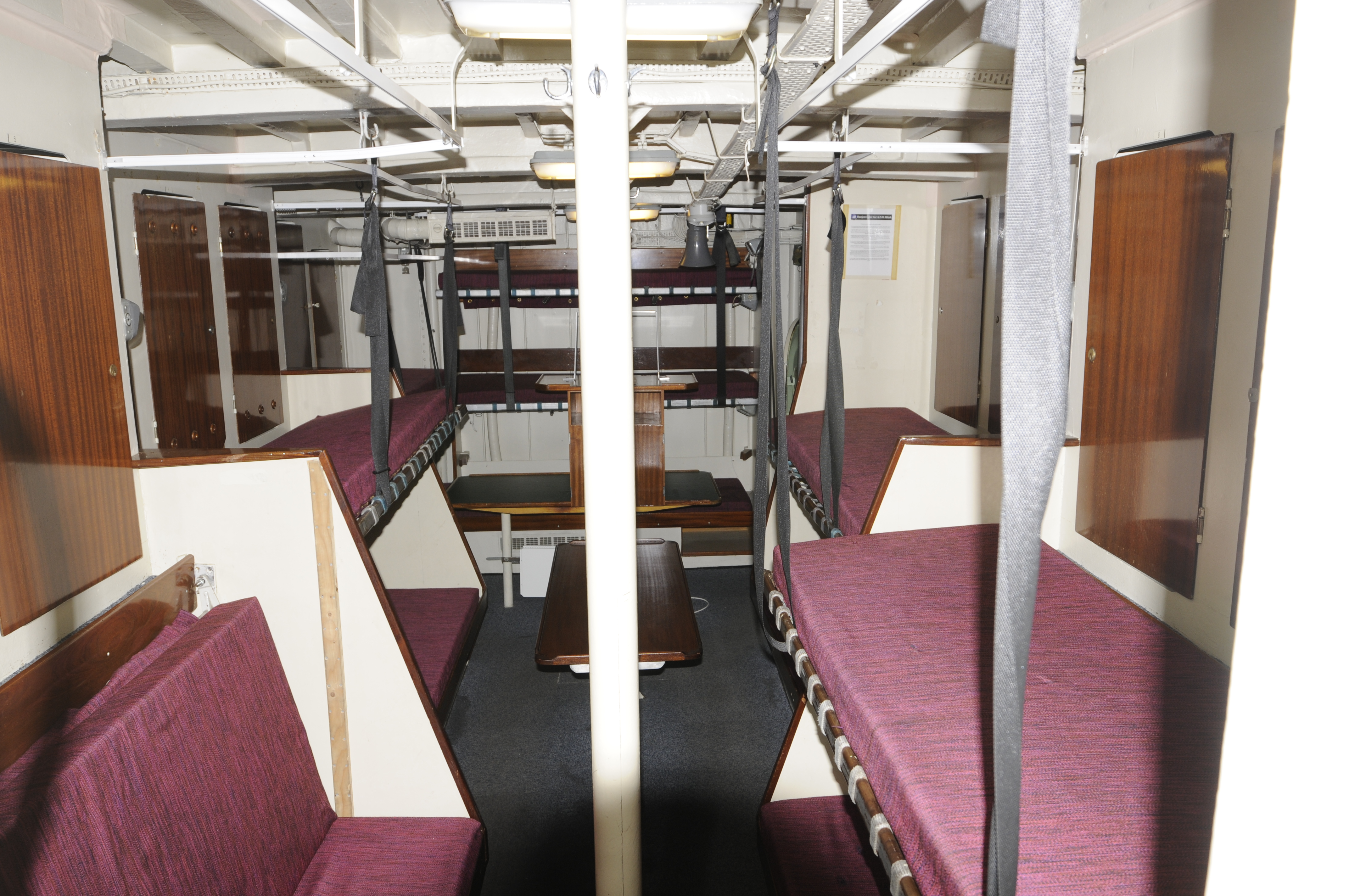
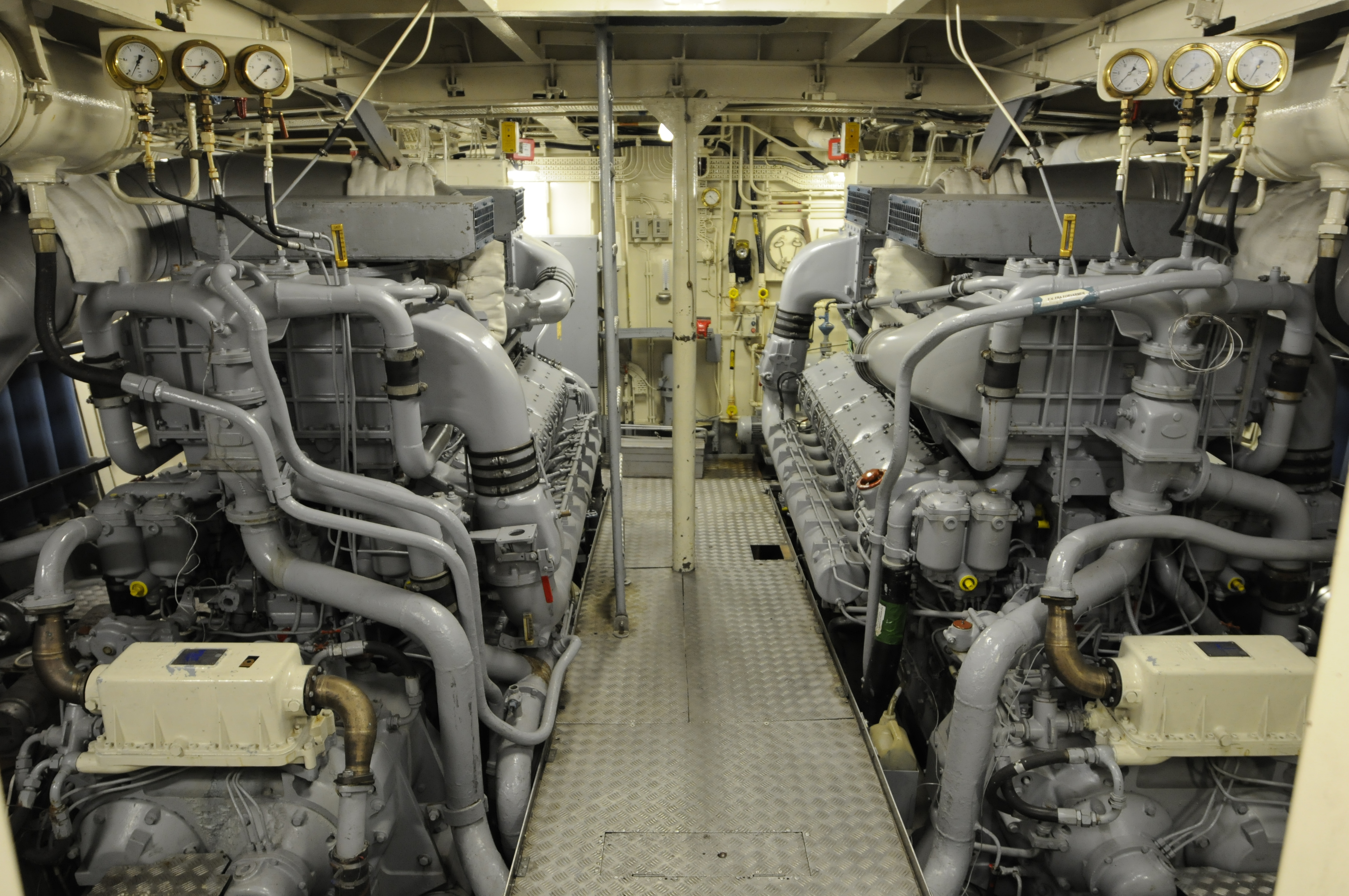
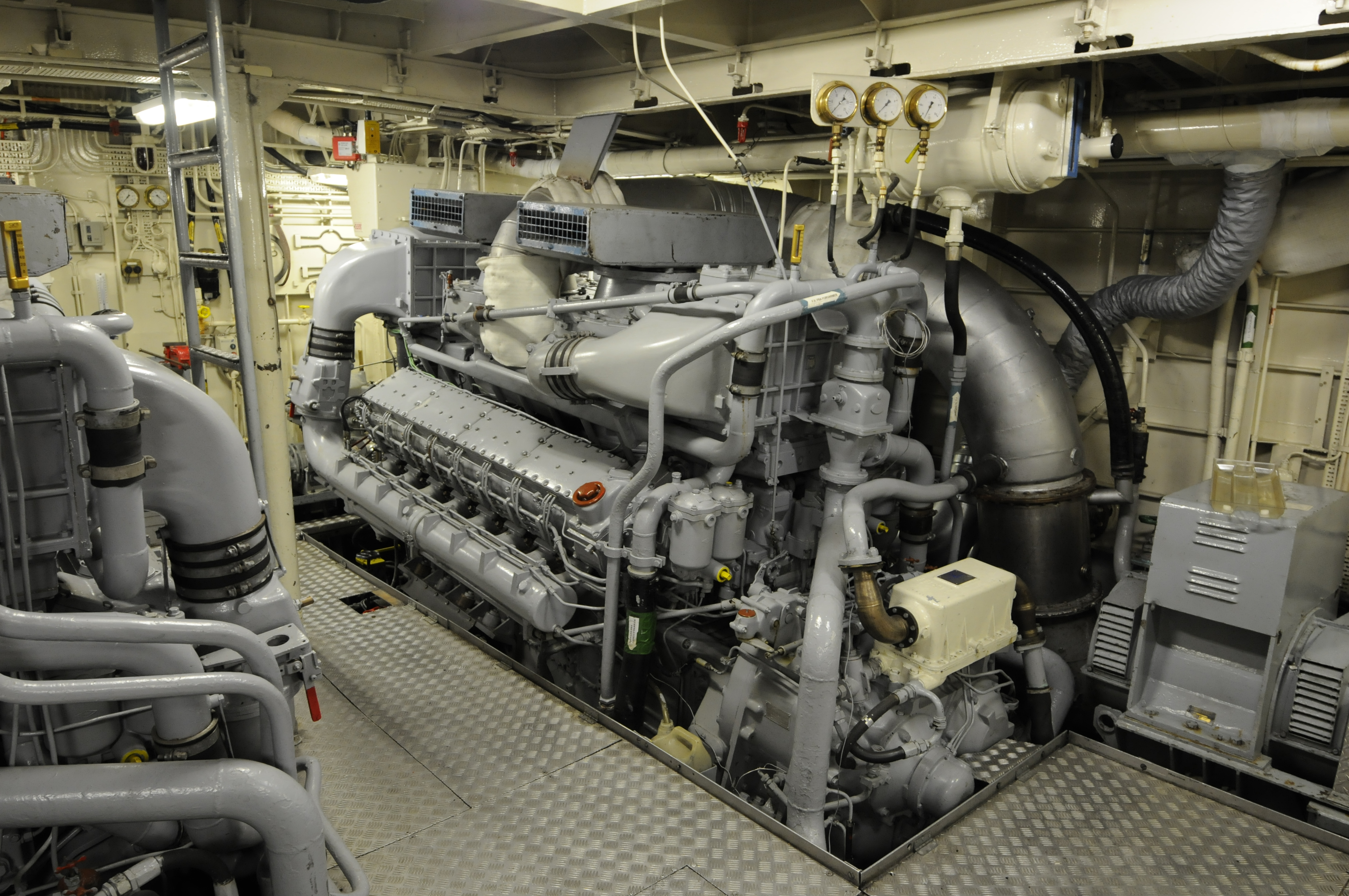
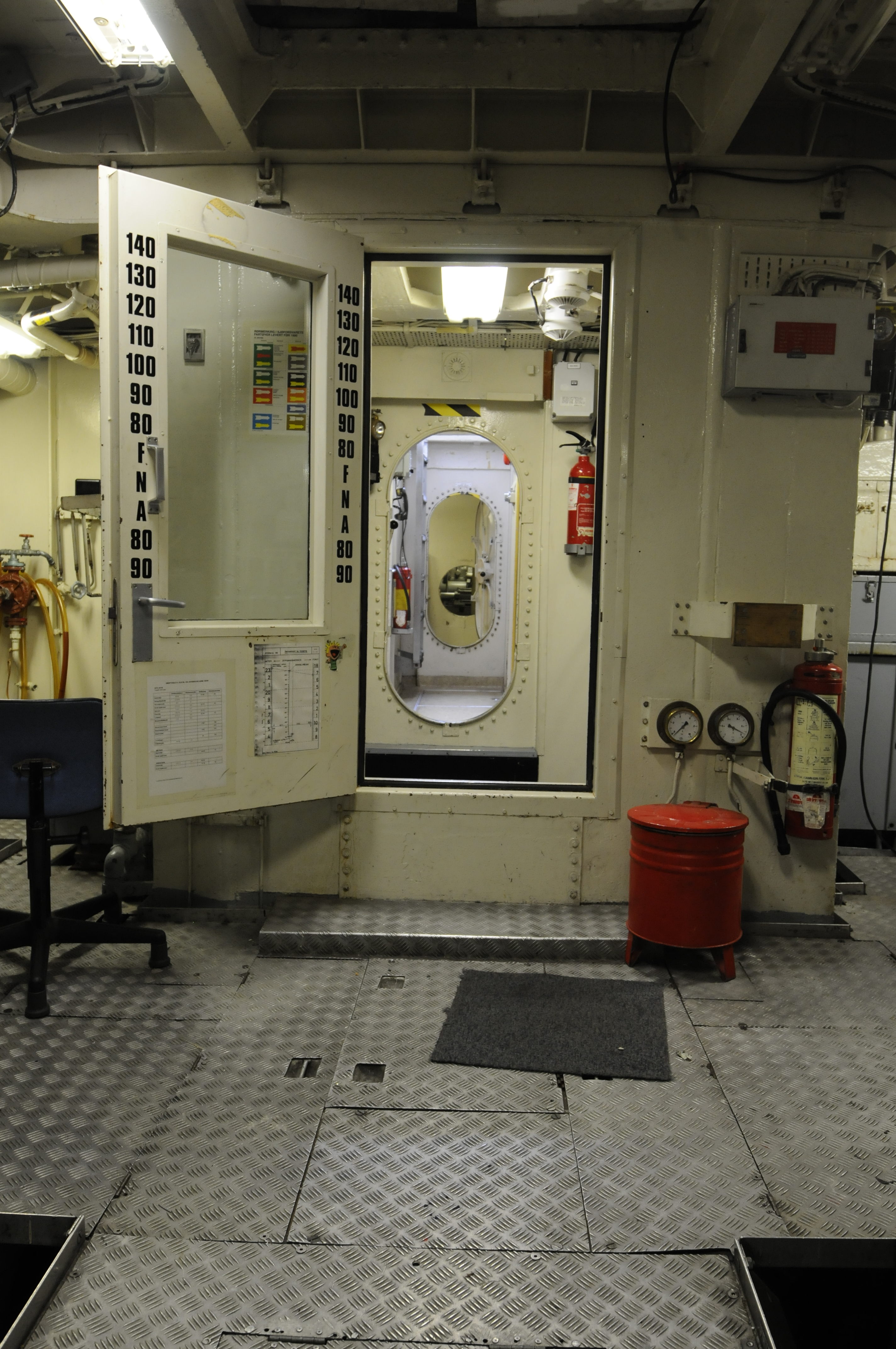